# Harrisimemna
Harrisimemna es un género de polillas de la familia Noctuidae. El género fue descrito por primera vez por Augustus Radcliffe Grote en 1873.

## Especies
- Harrisimemna trisignata (Walker, 1856) Ontario, Massachusetts, Nueva York, Pensilvania, Wisconsin, Misuri
- Harrisimemna marmorata Hampson, 1908 Japón